# Stilpnus laevis
Stilpnus laevis är en stekelart som beskrevs av Léon Abel Provancher 1882. Stilpnus laevis ingår i släktet Stilpnus och familjen brokparasitsteklar. Inga underarter finns listade i Catalogue of Life.